# Fire Fire Fire
Fire Fire Fire (FIRE FIRE FIRE トリプルファイヤー?), conosciuto anche come Triple Fire, è un manga scritto e disegnato da Shōji Satō dal dicembre 2008 all'ottobre 2010 e pubblicato sulla rivista JC.COM. Conta in totale dodici capitoli raccolti in due tankōbon.
Esiste un seguito intitolato Fire Fire Fire: Black Sword (FIRE FIRE FIRE BLACK SWORD 三重火力黑之剑?) pubblicato sulla rivista Garaku no Mori e raccolto in due tankōbon.

## Trama
Jiga Kirishima è un ragazzo che vive in un mondo per larga parte arido e desolato: impugnando la spada del padre intraprende un viaggio alla ricerca della sua anima gemella. La sua prima tappa è la città di Damin, dove viene derubato di tutto quanto possiede e viene salvato da un cyborg che lui chiamerà Shishimai. Una volta entrato a Damin farà di tutto per ritrovare la spada; conoscerà qui due ragazze, Spica, che morirà a causa di un potente del luogo, e Fay che dopo la fuga da Damin lo accompagnerà assieme a Shishimai in un viaggio attorno al mondo.
Si trovano dapprima nei pressi di una miniera dove fanno conoscenza di uno degli ex minatori al quale un gruppo di banditi ha appena rapito la nipote; questi saranno poi sconfitti dal gruppo di Jiga.
In seguito giungeranno a Marquis, una metropoli in cui un tempo era presente moltissima acqua, ora monopolizzata dal nuovo resort controllato da un membro della LEN, Rena Miznuma. I nostri se la vedranno anche con lei, controllando l'impianto di depurazione dell'acqua, attivabile solo con sangue nhoniano come quello di Jiga e Rena, e restituiranno l'acqua agli abitanti. Mentre stanno lasciando la città torna in scena Kahmsin che in poco tempo sconfigge sia Shishimy che Jiga, prendendo la spada di quest'ultimo. Rena, travestita da Aquamarine, salva loro la vita portandoli in un tunnel sotterraneo che li conduce in una città.
Qui, per curare Jiga, i suoi amici decidono di diventare cacciatori di taglie; Fay viene catturata da un membro della LEN, Dual, il quale vuole consegnarla, in quanto traditrice, alla sezione dell'organizzazione stanziata a Storm Base. Per salvare la sua amica Jiga rincorre il treno dei postini sul quale la bara contenente Fay è stata portata, mentre Shishimay combatte con il compagno cyborg di Dual, riuscendo infine a sconfiggerlo. Sul treno Jiga riesce a salvare Fay, mentre vengono colpiti da una tempesta di sabbia che li costringe, assieme al gruppo di postini, a rifugiarsi nella città neutrale di Gajul. Qui un gruppo di agenti LEN capitanati da Anubi assale Jiga e Fay, salvati dall'arrivo di Shishimay; l'unica azione di Anubi sarà quella di lasciarli andare dopo aver decapitato Dual e aver consegnato la sua testa al capitano dei postini Kern, come richiesta di scuse per i problemi causati sul treno.
Nell'ultimo capitolo Kahsim decide di lasciare la LEN; viene assalito da Anubi, con il quale ha un violento combattimento nel quale viene coinvolto anche il gruppo di Jiga; Kahsim combatte con la katana di Jiga e in breve sconfigge l'avversario. Stupito dalla sua abilità nel maneggiare l'arma del padre, Jiga decide di lasciarla a Kahmsin fino a che non sarà divenuto abbastanza abile da poterla recuperare.
Così Jiga, Fay e Shishimay si rimettono in viaggio per esplorare il mondo.

## Terminologia
- Nhoniani: i nhoniani sono un gruppo di esseri umani di cui per larga parte si sono perse le tracce. Possedevano una grande tecnologia, tanto da essere gli unici in grado di forgiare il metallo conosciuto come Kamui di cui sono composte Orochimaru, il bastone di Kahmsin e il corpo di Shishimay. Furono loro ad aprire la miniera dove lavorava il minatore del capitolo 3, a costruire l'impianto di purificazione di Marquis e a realizzare alcuni nuclei della città di Damin. Di questa tribù si sono perse le tracce; Jiga, che ne fa parte, li sta cercando su richiesta del padre defunto. Sangue nhoniano scorre anche nelle vene di Spica, Rena Miznuma e probabilmente della ragazzina racchiusa nel corpo di Shishimay, ma questo non è possibile saperlo.
- Kamui: il kamui è un metallo scuro e praticamente indistruttibile, se non da oggetti fatti con lo stesso materiale. Orochimaru, il bastone di Kahmsin, il corpo di Shishimay e Anubi, la spada del Generale Cougar, l'impianto Hydra di Marquis sono solo alcuni oggetti realizzati con il Kamui, considerato un tesoro dal valore inestimabile nel mondo di Fire Fire Fire. Il metallo è una creazione dei Nhoniani.

## Personaggi
- Jiga Kirishima (キリシマ・ジガ?): un giovane ragazzo che gira il mondo impugnando la spada del padre, Orochimaru, la quale può tagliare ogni cosa. Il suo obiettivo è trovare una moglie e altre persone della sua stessa tribù.
- Fay Humming/Hound (フェイ・ハミング?): ex membro del LEN, una misteriosa donna che ha avuto una relazione con Kahmsin.
- Shishimai/Obsidian (シシマイ / オブシディア?): un potente cyborg alla ricerca delle parti del corpo che gli sono state sottratte. Alla fine della serie però Fay scopre che all'interno del corpo del cyborg è intrappolata una ragazza.

### LEN
- Rena Miznuma: un ufficiale della LEN incaricata di sorvegliare il resort Brilliant Springs nella città di Marquis. Sconfitta dal gruppo di Jiga tradisce la LEN, divenendo l'eroina Aquamarine.
- Misa Hound (ミサ・ハウンド?): agente della LEN e assistente di Kahmsin. È inoltre la sorella di Fay
- Kahmsin (カムシン?): ufficiale della LEN. Si tratta di un uomo sadico e violento che possiede un'arma dello stesso materiale di cui è fatta la spada di Jiga. Alla fine del manga anche lui tradisce la LEN, sfidando Jiga a diventare più forte per poterlo un giorno sconfiggere e recuperare la sua spada, Orochimaru. In passato Fay gli chiese di badare alla sorella Misa.
- Dual: membro della LEN che rapisce Fay per consegnarla alla LEN di Storm Base. Viene sconfitto da Jiga dopo che costringe il capitano dei postini Kern a consegnare una bara contenente Fay, nonostante avesse mentito sul contenuto. È un abile pistolero. Viene decapitato da Anubi nella città di Gajul e la sua testa consegnata a Kern in segno di scuse.
- Anubi: ufficiale di alto rango della LEN, un cyborg costituito da ossa animali avvolte in flessibili lame d'acciaio. Viene ucciso da Kahmsin.
- Big Three: si tratta dei tre generali della LEN, tre cyborg, Crazy Plum, SS Ghost e General Cougar. Compare la loro figura nel capitolo 12: Crazy Plum ha sembianze femminili con mani artigliate, SS Ghost pare avere le sembianze di un dinosauro, mentre General Cougar è una sorta di demone cibernetico in possesso di una katana simile ad Orochimaru.

### Altri
- Spica (スピカ?): una prostituta che Jiga salva appena arrivato a Damin. Muore dopo avere avuto un rapporto con Kahmsin e rivela a Jiga di appartenere alla sua stessa tribù.
- Kern: il capitano dei postini incaricato di consegnare la bara con all'interno Fay al Storm Base della LEN.